# Liste von Aussichtstürmen in Deutschland
Die Liste von Aussichtstürmen in Deutschland enthält Bauwerke, welche über für den Publikumsverkehr zugängliche Aussichtsmöglichkeiten verfügen. Sie umfasst Aussichts-, Fernseh- und Wassertürme, Hochhäuser, Kirchtürme, stationäre Fahrgeschäfte und sonstige Aussichtsplattformen – auch ehemalige Türme (usw.). Die Listen enthalten keine reisenden Panoramafahrgeschäfte.
Wegen der großen Vielzahl der Objekte sind die Aussichtstürme zur besseren Übersicht in separate Listen der deutschen Länder aufgeteilt:
- Baden-Württemberg
- Bayern
- Berlin
- Brandenburg
- Bremen
- Hamburg
- Hessen
- Mecklenburg-Vorpommern
- Niedersachsen
- Nordrhein-Westfalen
- Rheinland-Pfalz
- Saarland
- Sachsen
- Sachsen-Anhalt
- Schleswig-Holstein
- Thüringen